# Zuidoost-Duits voetbalkampioenschap 1919/20
In 1919/20 werd het negende voetbalkampioenschap gespeeld dat georganiseerd werd door de Zuidoost-Duitse voetbalbond. Het was het eerste kampioenschap dat gespeeld werd na de Eerste Wereldoorlog.
Sportfreunde Breslau werd kampioen en plaatste zich voor de eindronde om de Duitse landstitel. De club was de eerste club uit Zuidoost-Duitsland die erin slaagde een wedstrijd te winnen in de Duitse eindronde, de wedstrijd Schlesien Breslau-Alemannia Cottbus uit 1904/05 niet meegerekend. Na een zege tegen Union Oberschöneweide verloor de club in de halve finale van SpVgg Fürth.

## Deelnemers aan de eindronde
| Club                              | Gekwalificeerd als         |
| --------------------------------- | -------------------------- |
| Vereinigte Breslauer Sportfreunde | Kampioen van Breslau       |
| FC Viktoria Forst                 | Kampioen van Neder-Lausitz |
| ATV Liegnitz                      | Kampioen van Neder-Silezië |
| Saganer SV                        | Kampioen van Opper-Lausitz |
| Beuthener SuSV 09                 | Kampioen van Opper-Silezië |
| FC Askania Forst                  | Titelverdediger            |

## Eindronde

### Kwalificatie
|               |                                   |       |                   |  |
| 25 april 1920 | Vereinigte Breslauer Sportfreunde | 5 - 1 | Beuthener SuSV 09 |  |
| 25 april 1920 |                                   |       |                   |  |

|               |                  |       |            |  |
| 25 april 1920 | FC Askania Forst | 4 - 0 | Saganer SV |  |
| 25 april 1920 |                  |       |            |  |

|               |                   |       |              |  |
| 25 april 1920 | FC Viktoria Forst | 2 - 0 | ATV Liegnitz |  |
| 25 april 1920 |                   |       |              |  |

### Halve finale
FC Viktoria Forst had een bye voor deze ronde. 
|            |                                   |       |                  |  |
| 2 mei 1920 | Vereinigte Breslauer Sportfreunde | 1 - 0 | FC Askania Forst |  |
| 2 mei 1920 |                                   |       |                  |  |

### Finale
|            |                                   |       |                   |         |
| 9 mei 1920 | Vereinigte Breslauer Sportfreunde | 6 - 2 | FC Viktoria Forst | Breslau |
| 9 mei 1920 |                                   |       |                   | Breslau |